# كيتن (احمدون)
كيتن هو دُوَّار يقع بجماعة راس تابودة، إقليم صفرو، جهة فاس مكناس في المملكة المغربية. ينتمي الدوّار لمشيخة احمدون التي تضم 18 دوار. يقدر عدد سكانه بـ 484 نسمة حسب الإحصاء الرسمي للسكان والسكنى لسنة 2004.

## روابط خارجية
- البوابة الوطنية للجماعات الترابية نسخة محفوظة 12 مارس 2018 على موقع واي باك مشين.
- المندوبية السامية للتخطيط